# Alfa Yaya von Labé

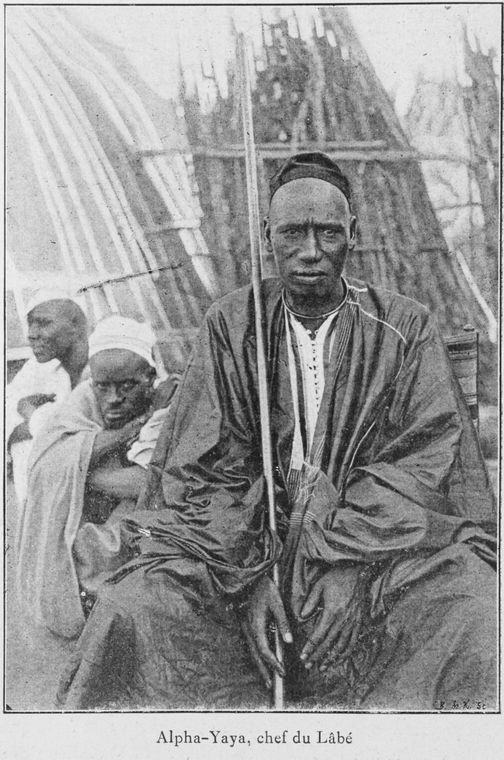
Alfa Yaya von Labé

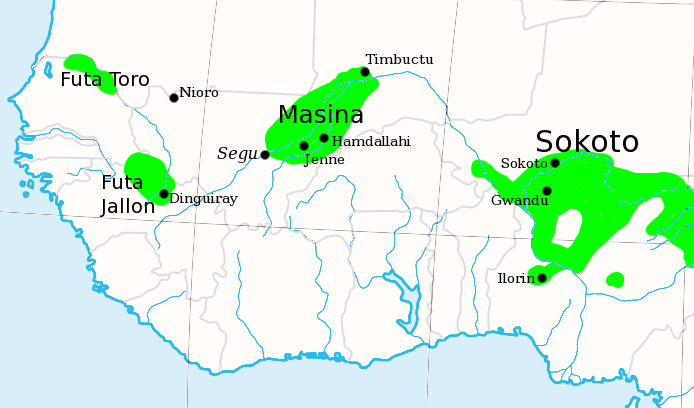
Reiche des Fulbe-Djihads in Westafrika um 1830

Alfa Yaya von Labé oder auch Alfa Yaya Diallo (* 1850; † 10. Oktober 1912 in Port-Étienne – heute Nouadhibou, Mauretanien) ist ein Nationalheld Guineas, der im 19. Jahrhundert in der Provinz Labé des Reiches von Fouta Djallon im heutigen Guinea herrschte.
Geboren 1850 oder 1855 als Modi Yaya, war er Sohn des Alfa Ibrahima von Labé, dessen Herrschaft 1840 begann. Dieser zerstörte 1867/68 im Rahmen des Dschihad der Fulbe, der weite Teile Westafrikas erfasst hatte, das nichtislamische Reich von Kaabu in der Schlacht von Kansalá. Das ehemalige Kaabu wurde daraufhin in zwei Provinzen unterteilt, Kaabu und Fouladou, die beide aber dem Reich von Fouta Djallon tributpflichtig blieben. Dieses Reich erstreckte sich über die gleichnamige heutige Region Fouta Djallon und darüber hinaus.
Als sein Vater Alfa Ibrahima 1882 starb, dauerte es noch bis 1892, bevor Modi Yaya als Alfa Yaya zu seinem Nachfolger gekrönt wurde.
Alfa Yaya betrieb zu Beginn seiner Herrschaft eine profranzösische Politik mit dem Ziel, die Unabhängigkeit von Labé vom Almamy (Herrscher) von Fouta Djallon zu erreichen. Er unterzeichnete am 10. Februar 1897 eine Art Stillhalteabkommen mit den Franzosen, in dem sie ihn im Gegenzug als dauerhaften Herrscher und „König von Labé, Kadé und N’Gabou“ anerkannten. Später eroberte er weitere Gebiete im Fouta Djallon.
Alfa Yayas Beziehungen zu Frankreich verschlechterten sich ab 1904, als Frankreich einen Teil seines Einflussbereiches an die Portugiesen abtrat. Eine geplante Revolte Alfa Yayas wurde verraten und er 1905 nach Dahomey, dem heutigen Benin, deportiert. Nach seiner Freilassung 1910 nahm er den Kampf erneut auf, wurde 1911 verhaftet und dieses Mal nach Port Etienne in Mauretanien deportiert, wo er 1912 starb. Guineas Gründerpräsident Sekou Touré stilisierte ihn ungeachtet seiner anfänglichen Kollaboration mit den Franzosen nach der Unabhängigkeit Guineas zum nationalen Widerstandshelden gegen die ehemalige Kolonialmacht.
1969 wurden seine sterblichen Überreste zeitgleich mit denen eines weiteren guineischen Nationalhelden, Samory Tourés, nach Guinea überführt. Nach Alfa Yaya von Labé ist mit dem Camp Alpha Yaya Diallo die größte Kaserne Guineas in der Hauptstadt Conakry benannt, die in der jüngeren Geschichte Guineas unrühmliche Bekanntheit als Ausgangspunkt eines Massakers erlangte. Auch die Nationalhymne Guineas (Liberté) und die 2-Sylis-Münze von 1971 sind Alfa Yaya gewidmet.